# Wählerstromanalyse
Die Wählerstromanalyse ist ein methodisches Verfahren der Wahlforschung zur Berechnung von Wählerwanderungen zwischen politischen Parteien sowie Nichtwählern. Sie vergleichen immer zwei Wahlen miteinander, das heißt, dass sich die Wählerströme einer Wahl immer in Bezug auf eine Vergleichswahl verstehen.

## Wählerströme
Als Wählerströme werden die Bewegungen von Wählern zwischen den Parteien bezeichnet. Einen Wählerstrom bilden z. B. all jene Wähler, die bei der Europawahl 1999 die Partei A, aber bei der Europawahl 2004 die Partei B wählten.
In der Wählerstromanalyse wird auf beiden Seiten jeweils die Gruppe der Nichtwähler aufgeführt, da mit ihr genauso Wählerströme verbunden sind wie zwischen den Parteien. Ebenso werden in manchen Analysen die Erstwähler berücksichtigt, die Zu- und Weggezogenen (insbesondere bei Wahlen auf regionaler Ebene wie z. B. Landtagswahlen) sowie die verstorbenen ehemaligen Wähler einer Partei.

## Methode
Für Wählerstromanalysen oder Wählerwanderungsanalysen werden Aggregatdatenanalysen oder Individualdatenanalysen eingesetzt. Wählerstromanalysen mit Hilfe von Aggregatdaten verwenden amtliche Ergebnisse von Stimmbezirken. Auf der Basis dieses Datenmaterials werden Modelle gerechnet, die auf jene Wanderungsströme schließen lassen, die hinter den Veränderungen zwischen zwei Wahlergebnissen liegen.

### Mit Individualdaten
Wählerstrom- oder Wählerwanderungsanalysen auf der Basis von Individualdaten verwenden vor allem Umfragedaten. Die an Wahlabenden von kommerziellen Meinungsforschungsinstituten veröffentlichten Wählerwanderungsanalysen beruhen zum größten Teil auf Informationen aus den sogenannten Wahltagsbefragungen, in denen Mitarbeiter des Instituts in zufällig ausgewählten Stimmlokalen zufällig ausgewählte Wähler nach der Stimmabgabe nach dieser, dem Wahlverhalten bei der letzten Wahl gleichen Typs (sog. Recallfrage) sowie einigen anderen Merkmalen fragen. Um das frühere Wahlverhalten von Nichtwählern zu erfassen, werden Befragungen in der Woche vor der betreffenden Wahl durchgeführt, an denen – anders als an Wahlen – auch Nichtwähler teilnehmen. Um das frühere Wahlverhalten inzwischen Verstorbener, Weggezogener und auf andere Weise aus dem Elektorat ausgeschiedener Personen zu ermitteln, werden Daten aus der amtlichen Statistik (Altersstruktur) und der repräsentativen Wahlstatistik (Wahlverhalten in Altersgruppen) kombiniert. Aus diesen Informationen und den bei der aktuellen Wahl erzielten Stimmenzahlen, Nichtwählerzahlen und so weiter lassen sich für alle Kombinationen aus früherem und jetzigem Wahlverhalten absolute Häufigkeiten ermitteln. Addiert man diese für die Wähler einer bestimmten Partei bei der vorangegangenen Wahl auf, ergibt sich in der Regel nicht die Stimmenzahl, die diese Partei tatsächlich erzielt hat. Um diesen Fehler zu korrigieren, werden anschließend iterative Anpassungsverfahren eingesetzt, die den Fehler in der Datenmatrix optimal verteilt, aber nicht beseitigt.

## Vorteile
Wählerstromanalysen ermöglichen Aussagen über die Mobilisierungsstärke von Parteien bei ausgewählten Wahlen. Die „Behalterate“ gibt Aufschluss darüber, wie viele Wähler einer Partei der vergangenen Wahl diese Partei bei der aktuellen Wahl wieder gewählt haben. Wählerstromanalysen stellen dar, wie sich die Wählerschaft einer neu antretenden Partei zusammensetzt. Weitere Vorteile ergeben sich aus der Datenquelle: Wählerstromanalysen untersuchen tatsächliches Verhalten statt erhobener Aussagen (wie z. B. Befragungen). Es gibt keine Probleme durch Stichprobenfehler oder falsche Angaben. Beinahe zu jeder Wahl liegen offizielle Wahlergebnisse vor, daher können mit Wählerstromanalysen lange Zeitreihen gerechnet werden.

## Nachteile
Die Ergebnisse für kleinere Parteien sind relativ unsicher. Das statistische Verfahren ist äußerst komplex. Je höher aggregiert die Daten sind (z. B. Wahlkreis im Vergleich zu Stimmbezirken), umso unsicherer werden die Schlussfolgerungen, da das Problem des ökologischen Fehlschlusses schwerer ins Gewicht fällt.
Wählerwanderungsanalysen, die auf Individualdaten aufsetzen, sind nicht mit dem Problem konfrontiert, von Aggregatdaten auf individuelles Verhalten zu schließen. Allerdings ist unsicher, ob die Interviewangaben das tatsächliche Wahlverhalten widerspiegeln. Das gilt insbesondere für das Wahlverhalten bei der zurückliegenden Wahl. Auf die Rückerinnerungsfrage geben in Deutschland etwa 70 Prozent der Befragten das Verhalten an, das sie in Interviews zum Zeitpunkt der früheren Wahl angegeben haben. Gründe für diesen Fehler können u. a. Erinnerungsprobleme und das Streben nach kognitiver Konsonanz sein. Im Ergebnis führen sie dazu, dass mit dieser Methode der Anteil der Wechselwähler systematisch unterschätzt wird.